# 四氟氧化硫
四氟氧化硫是一种无机化合物，化学式 SOF4。它的分子结构是三角双锥形，S-O双键键长是1.409Å，S-F（轴向）的键长是1.596Å，而S-F（水平）的键长是1.539Å。水平方向的F-S-F键角是112.8°，轴向F-S=O的键角为97.7°，水平F-S=O键角则为123.6°。F（水平）-S-F（轴向）的键角为85.7°。

## 制备
氟化亚砜和氟气的反应可以合成四氟氧化硫，这就是Moissan和Lebeau在1902年发现四氟氧化硫时所用的方法。
四氟氧化硫还可以由在空气中把六氟化硫加热到400°C而成，或是氟化亚砜和二氟化银在200°C下反应而成。另一个制备方法是在二氧化硫溶液中电解氟化氢，反应也会产生硫酰氟和二氟化氧。
在二氧化氮催化下，四氟化硫和氧气在200°C下的反应也可以生成四氟氧化硫。

## 反应
四氟氧化硫和水反应会生成氢氟酸、氟磺酸和硫酰氟。汞可以夺走四氟氧化硫分子里的氟原子，变成氟化汞。它和强碱反应，生成氟化物和氟磺酸盐。